# Szép versek
A Szép Versek évente megjelenő kortárs magyar költészeti antológia a Magvető Kiadó kiadásában.
A reprezentatívnak szánt kortárs költészeti sorozat 1964-ben jelent meg először Szép Versek 1963 címmel A magyar költészet napjának első alkalmával, és évenkénti megjelenése azóta is töretlen, az Ünnepi Könyvhetek egyik biztos pontja a másik évenkénti „seregszemle”, a rövidprózákat tartalmazó Körkép, valamint a szintén évente megjelenő Rivalda mellett. 1964 óta évente, az előző év nyomtatásban megjelent  költői terméséből válogatnak a szerkesztők (az első két kötet nem került könyvesbolti forgalomba, példányait a Versbarátok Körének tagjai kapták meg jutalomkönyvként).
A címadási gyakorlat 1999-ben változott meg: ez időtől fogva a címben az antológia megjelenésének éve szerepel (Szép Versek 1998 ezért nem jelent meg, az 1998-as művek a Szép Versek 1999 című kötetben olvashatóak.
A sorozat egyik legismertebb tulajdonsága, hogy 1965 óta – 1994–1999 kivételével, majd 201?-től ismételten azok nélkül – portrék találhatóak benne, amelyek 1987-ig a borítókra is felkerültek.

## Előzmények
A sorozat közvetlen előzményei közül a fontosabbak a 15 fiatal költő 105 verse című, Simon István szerkesztette kiadvány 1957-ből, majd a Tűz-tánc című kötetet 1958-ból. Előbbi antológia fiatal lírikusaiból az irodalmi élet aktív résztvevője valamint a Szép Versek rendszeres szereplője lett például Csoóri Sándor, Fodor András, Kalász Márton, Szécsi Margit, Takács Imre, Tornai József, utóbbiból pedig Ladányi Mihály, Papp László (mindkettőben szerepelt), Pákolitz István, Garai Gábor (szintén mindkettőben szerepelt) és Váci Mihály, sőt utóbbiak esetében „mindkettőt átütő tehetségként tudták széles körben elfogadtatni”. A Tűz‐táncnak és költőinek országszerte hatalmas sikere volt.
Az antológiakérdéssel a Szépírók Társaságának 2006. október 28–29‐én a Petőfi Irodalmi Múzeumban tartott Őszi Irodalmi Fesztiválján is foglalkoztak van, ahol a Szép Versekről és annak előzményeiről is szó esett. Példának okáért az 1968‐as Első énekről és az 1969‐es Költők egymás köztről is. Két évvel később jelent meg a hasonló koncepciójú és felépítésű A magunk kenyerén című kötet, amely pedig már végképp nem nevezhető előzménynek, azonban mindkét utóbbi kiadvány szép, nagy alakú fotókat tartalmazott a költőkről (csakúgy, mint évtizedekig a Szép Versek).
A kötetekben találni nagy számmal olyanokat, akik később a Magvető antológiájának rendszeres szerzői lettek . Az Első énekből Szepesi Attila, Takács Zsuzsa, Tandori Dezső, Veress Miklós; a Költők egymás köztből a fiatalokat bemutató „nagyok” mindegyike, az ifjú költők közül még Kiss Anna, Kiss Benedek, Oravecz Imre (az antológiák között több az átfedés, utóbbiban pedig megtalálható Petri György is). Mindezek ellenére az a megállapítás viszont nem valós amely szerint „A megszületett antológiák hatására (…) megszületett a Szép Versek kiadásának ötlete”, ugyanis az első kötet már 1964‐ben megjelent, s a sorozat 1969‐ben már hatodik köteténél tartott.
Előzményként, megjelenési idejét tekintve említhető az Együtt című antológia, melynek szerzőgárdája jelentős átfedésben van az Első énekével, valamint korban utóbbi és a Költők egymás közt „kortársaként” nem szabad megfeledkeznünk az Elérhetetlen
földről , a Kilencek induló kötetéről, bár közülük hárman is vannak, akik sosem szerepeltek a Szép Versekben.
Közvetlen előzményként pedig a Tiszta szigorúság említendő, melynek szerzői már a Szép Versekhez hasonló panorámát mutatnak, annak ellenére, hogy továbbra is a „fiatalság”, mint olyan dominál. Továbbá említhető még a Mai magyar költők antológiája 1966-ból, tehát ugyanazon évből, amikor az első könyvesbolti forgalomba hozott és országosan terjesztett darab, a Szép Versek 1965 is megjelent.

## Az elindulás (1963-1964)
Az első kötet 1964-ben jelent meg Szép Versek 1963 címmel, (Kardos György ekkor már három éve a Magvető igazgatója volt és az 1968‐astól az 1985-ösig minden kötet felelős szerkesztője is és emellett összeállítója és szerkesztője volt éveken át a Körkép című antológiának is), a Költészet Napjára, mely ez évtől került bevezetésre, azzal a gyakorlattal, mely szerint a címben jelölt évvel megjelenő Szép Versek az előző évbeli „termésből” szemléz, így egy adott év válogatása mindig a következő évben jelenik meg (ez a metódus egészen 1998-ig tartotta magát, amikor is megjelent a Szép Versek 1997, majd 1999 első felében a Szép Versek 1999. A tartalom nem változott, hiszen zömmel az előző év lírájából válogatott, lévén a június eleji Könyvhétre jelent meg. Mindenesetre Szép Versek 1998 mint olyan nem létezik, és az ezredfordulótól megjelenő antológiák már eszerint a szisztéma szerint kerülnek az olvasóközönség elé).
A Szép Versek 1963-at egy bizonyos Versbarátok Köre nyújtotta át tagjainak, mint ajándékkönyvet (példányszám: 2100). Nem könyvesbolti terjesztésre szánták eredetileg, hanem mintegy exkluzív, bibliofil kiadványnak. A kötet Bevezetővel indul, A vers barátainak címezve, s maga a Versbarátok Köre jegyzi. Az előszó legitimációs gyakorlata az 1966-os darabig van jelen, s majd csak a nyolcvanas évek második felében, az 1987-esben tér vissza, és tart az 1991-esig.

#### Az első kötetek

##### Az 1963-as kötet bevezetője
Az első kötet bevezetője sok érdekességet nyújt. Kezdve azzal, hogy „[e]zzel a gyűjteménnyel a vers kultuszát akarja szolgálni”, folytatva, hogy „szolgálatot teljesít azzal, hogy teret ád a költőknek munkáik megjelentetésére”. Az első bekezdésben találhatók azok a
kulcsmondatok is, melyek minden további antológiára érvényesnek tekinthetők, nem feltétlenül ezen előszó, hanem később egyre inkább a szokás, a hagyomány alapján: „Az volt a szándékunk, hogy olyan antológiát adjunk kézbe, amely az elmúlt esztendő költői termésének legjavát gyűjti egybe. Úgy gondoltuk, hogy a más‐más arculatú költők, a versek alkotói alkalmasak rá, hogy sokféle ízlést kielégítsenek. Persze az ÁBC /sic!/ szeszélye témák és hangok változatos tarkaságát állította a szomszédság kirívó ellentétébe, s néha a legkülönbözőbb
egyéniségeket helyezte egymás mellé”. Mindezeket további, a jövőre vonatkozóan irányadónak bizonyuló kijelentések követik:
„Próbálkozásunkat újabb gyűjtemény követi majd. Gazdagodó költészetünk reprezentatív termését szeretnénk folyamatosan bemutatni – mert megvan rá az igény”. A válogatási gyakorlatra vonatkozóan úgy folytatja, hogy „egy év terméséből, az 1963-ban megjelent verseskötetekből és irodalmi folyóiratokból végeztünk válogatást”. Az előszóban kijelentik, hogy az antológia nem egyéniségeket kíván felvonultatni,
a „seregszemle” kiterjedtsége ellenére, hanem „költészetünk egészéből szeretne ízelítőt adni, ezért a legnagyobb költők mellett bemutatja a most induló fiatalabb tehetségeket is”. A bevezető a továbbiakban kifejti, hogy „szemmel láthatóan a társadalmi témák dominálnak kortárs költészetünkben, s hogy valamennyi költőnk a haladás híve. Találunk némi helyzetjelentést
fiatal költőinkről, akik közül „[n]em mindenik (…) tudja maga alá gyűrni a múló divatot””, de „tanulékonyak formában, mondanivalóban az újat keresik, kísérleteznek, s máris eredményeket érnek el”. Külön öröm az előszó szerint, hogy „a magyar költők énekében is eleven
sejtként élnek a mesterek, Ady, Petőfi, Arany, József Attila” „[a] népi ihletésű lírikusoktól egészen az »affektált modernkedőkig«: ez az együttesen zengő kórus jelenti a mai líra teljesebb képét. Antológiánk ebből a lírából mutat be egy jelentős fejezetet”. Mint ír‐
ja, „tömegek igénylik a költészetet”, majd alább önkritikát is gyakorol, s a fényes jövőbe tekint: „[l]ehet, hogy a kevesebb több lett volna. Feltehető, hogy egy‐két költői arc hiányzik az 1963-ban szereplő költők közül; azok, akik keveset, vagy egyáltalán nem publikáltak. De a folyamatosság, az évről‐évre megjelenő antológiák pótolhatják majd ezt a hiányosságot”. S végül a zárás: „[e]z a versantológia a mai magyar költészet ajándéka”.
Az előszó évtizedekre megfogalmazta és kijelölte a Szép Versek szándékát, irányát és jellegét. Ha úgy tetszik, a feladatát is, amelynek többé‐kevésbé (később egyre kevésbé) s napjainkban sokak szerint már egyáltalán nem tud megfelelni.

##### A kötetről
Az 1963‐as évet szemléző antológiában 91 költő 253 verse található. Jó részük a későbbiekben is az antológia „törzsgárdájához” fog tartozni, ám vannak, akiknek ez az első és utolsó szereplése is egyben. Ilyen Bódás János, Dalos György, Hárs György, Hegedüs László, Király Zoltán, Kulcsár János, Pál József és Papp László. Sajátos a helyzete Békési Gyulának, akivel kapcsolatban Fodor András egy Domokos Mátyással készített beszélgetésben hiányolja a későbbi antológiákból a fiatal, tehetséggel indult és általa jónak tartott Békési Gyulát: „De hát azt sem érzik meg, hogy milyen jó versekkel váltja meg magát napról napra. Nyilván ezért nem látni versét tizenöt év óta a Szép Versekben, pedig megérdemelné, hogy belekerüljön.” Ő az egyetlen, aki szerepel az első kötetben, majd pedig legközelebb már csak a 27 évvel későbbi 1990-esben. A legnagyobb tekintélynek örvendő, s egyben leginkább felülreprezentált költő a kötetben Illyés Gyula, aki 37 oldalon 21 verssel szerepel. Ezt meg sem közelíti senki, sem Juhász Ferenc (9 oldal 3 vers), sem Kassák Lajos (13 oldal 11 vers), sem Simon István (12 oldal 9 vers) sem Vas István (8 oldal 6 vers), Váci Mihály (17 oldal 7 vers) vagy Weöres Sándor (7 oldal 8 vers). Mindenesetre olyan vitathatatlanul jelentős költemények találhatóak a kötetben, mint Kormos Istvántól a Vonszolnak piros delfinek vagy Pilinszky Jánostól az Utószó és a Nagyvárosi ikonok.
Az antológia végén, a 429–438. oldal között „rövid életrajzi és bibliográfiai adatok” találhatók, név, születési idő, hely, valamint az első, a legutóbbi vagy az éppen megjelenőben lévő verseskötet megjelölésével.

##### Az 1964-es kötet
A Szép Versek 1964 még az indulás szakaszához tartozó az 1963-ashoz való hasonlóságok miatt. A Bevezetőt ezúttal is a Versbarátok Köre jegyzi: „Másodízben kapják kézhez a (…) legfrissebb költői művek bibliofil ritkaságnak számító kiadványát”
A könyv legnagyobbrészt Kardos György és Z. Szalai Sándor keze munkája, illetve Mátyás Ferencé, aki már ekkor „magvetős” szerkesztő, de neve csak a későbbi években lett feltüntetve.
Az egyes költők versei előtt rövid, prózai szövegek találhatók. Egyfajta „prózai ars poeticák” ezek, általában a pálya kezdeteit, a költészet (társadalmi) feladatait taglalva. A célkitűzés a költői műhelybe való valamelyes belelátás, az ars poetica, a költői világlátás foglalatának láttatása volt minden bizonnyal. A „nyilatkozatok” rövid kis prózai írások versről, költészetről, a költő szerepéről, helyéről a világban, vagy inkább a (szocialista) társadalomban. Egy‐két bekezdésnyi szövegek, melyek általában egy oldalt sem tesznek ki, pontosabban egy‐két esetben igen, sőt a másfelet is elérhetik vagy meghaladják: az 1964-es kötet esetében sokkal inkább ezen kis írások terjedelme a fokmérője és mutatója egy‐egy költő kanonikus pozíciójának, népszerűségének és tekintélyének. A leghosszabban Áprily Lajos, Devecseri Gábor, Erdélyi József, Garai Gábor, Illyés Gyula, Juhász Ferenc, Kassák Lajos, Képes Géza, Mátyás Ferenc, Mezei András, Vas István és Váci Mihály értekezik saját magáról és költészetéről.
A kötetben 81 szerző 257 verse található. Ami a szerzőgárdát illeti, az első kötethez képest értelemszerűen kikerültek az 1964-esből az említett 1963‐asban először és utoljára megjelenők, valamint Pilinszky és még jó páran. Nem debütáns, de halála miatt utoljára olvasható  Kis Ferenc, valamint először és utoljára szerepel az antológiában Bodosi György és Bóka László (utóbbi szintén halála miatt), Botár Béla, Maróti Lajos, Polgár István és Szüdi György (utóbbi úgyszintén halála miatt).

## A Mátyás Ferenc – Z. Szalai Sándor időszak (1965–1973)

Mátyás Ferenc ebben az időszakban szerkesztőként és szerzőként is közreműködött

Az országosan terjesztetté és igencsak népszerűvé váló kiadvány az 1966–ban kiadott Szép Versek 1965‐tel nyerte el a megismert ismert és az 1987‐es darabig létező, hagyományteremtőnek is mondható formátumát. Azaz: az igazolványkép‐méretű kisportrékkal telepöttyözött borítót, a minden évben más háttérszínű feliratot, a kötet elején pedig a szerzőlista után található, egész oldalas portrékat, mely a kiadvány egyik fő vonzereje és egyben védjegye lett.
A sematikus portrékat cigarettával, sokszor kalapban‐kabátban, az íróasztalnál, roskadozó könyvespolc előtt, távolba révedő, elgondolkodó arccal álló költőkről ebben az időszakban Koffán Károly (1965-ös kötet), Langer Klára és Sándor Zsuzsa (1966–1969 közötti kötetek), Balla Demeter és Csigó László (1970–1973-as kötetek) és az 1972-esben egy fotó erejéig Vahl Ottó készítették.
Az 1965-ös évet szemléző kötettől Mátyás Ferenc – Z. Szalai Sándor korszak az 1973‐ig, Mátyás Ferenc utolsó szerkesztéséig tartó időszak, bár tény, Z. Szalai Sándor már az első kettőnél is felelős szerkesztőként működött, s Mátyás Ferenc költő, a Magvető szerkesztőjeként mint sorozatszerkesztő csak az 1966-ostól szerepel névleg is a kötet impresszumában. Utolsó közös szerkesztésük az 1971-es, utána még két évig Mátyás Ferenc önállóan válogat, majd egy év „interregnum” (Kardos György szerkesztése) után veszi át a munkát Bata Imre hosszú időre.
Az 1965-ös kiadványban eredetileg nem szerepelt előszó, második kiadásában ugyanakkor már igen, azzal indokolva, hogy „napok alatt elfogyott a könyv”.
Az időszakban nagy kanonikus mozgások nem érzékelhetőek. Az 1965-ös kötetkiadásokra irányuló tervekben kijelölt „élvonalba tartozó költők” jobbára minden kötetben helyet kaptak a „másod‐, harmadbeli lírikusok” többsége mellett.   
Mátyás Ferenc és Z. Szalai Sándor sorozatszerkesztése alatt minden egyes kötetben helyet kapott Baranyi Ferenc, Benjámin László, Csoóri Sándor, Csorba Győző, Fodor András, Fodor József (1973-ban posztumusz), Garai Gábor, Jékely Zoltán, Ladányi Mihály, Mátyás Ferenc, Mezei András, Nagy László, Simon István, Somlyó György, Szécsi Margit, Takács Imre, Takáts Gyula, Vas István, Vészi Endre, Weöres Sándor és Zelk Zoltán.
Az ekkor regnáló sorozatszerkesztők alatt szintén biztos pozícióval rendelkezett (a teljességet nélkülözve) Ágh István, aki az 1964-es után nem szerepel az 1968‐as darabig, de onnantól jelenléte folyamatos; Bella István, aki az 1966-osban való debütálása után folyamatos jelenléttel bír; Csanádi Imre, aki csak az 1969-esből és az 1971-esből maradt ki; Devecseri Gábor, aki csak az 1965-ösből maradt ki, majd az 1971-esben már posztumusz szerepel; Erdélyi József, akit mindössze az 1968‐asból és az 1973‐asból hagytak ki; Hajnal Anna, aki az 1966-ostól folyamatosan része az antológiáknak és Illyés Gyula aki csak az 1966-osból maradt ki. Juhász Ferenc, akinél hasonló a helyzet (ő az 1970-esben nincs benne), s aki jó ideig az utolsó előszót jegyzi a Szép Versek 1966-ban, szintén állandó szereplő. Ezen kiadványban nem is szerepel verssel, bár 10 oldalas, lapszéltől‐lapszélig tördelt prózai szövege (A költészet hatalma és reménye) ugyanazt a tőle már ekkor megszokott „sűrű, képekkel tömött, komplex juhászi nyelvet” hozza, mint költeményei (s ez az antológiák történetében az egyetlen kötet, amelyben a képeknél megbomlik az alfabetikus sorrend: Juhász Ferenc az első képen látható és majd csak utána következik Baranyi Ferenc). Azután hangsúlyosan jelen van még Kalász Márton, akit csak az 1969-esbe és az 1971-esbe nem válogattak be; Kassák Lajos, aki az 1967-esben már posztumusz kap helyet; Károlyi Amy, aki 1966-os debütálásától kezdve folyamatosan jelen van; Képes Géza aki ebből az időszaknak mindössze első és utolsó kötetében nem kapott helyet; Nemes Nagy Ágnes, aki mindössze az 1970-esben és az 1972-esben nincs benne; Papp Lajos, aki az 1971‐est és az 1973‐ast hagyta ki; Rónay György, akit csak az 1972-esbe nem válogattak be; Sinka István, aki az elejétől törzsszerző volt, majd 1969-ben posztumusz van jelen; Sipos Gyula, akit az 1973‐asból hagytak csak ki; Tornai József, akit hasonlóan Sipos Gyulához csak 1973-ban; valamint Váci Mihály, aki pedig Sinka Istvánhoz hasonlóan végig rendszeres szerző, és az 1970-esben szerepel posztumusz, és Pákozdy Ferenc az 1970-esben (előtte csak az 1963-as kötetben szerepelt).
Alkalmanként szerepel Mátyás Ferencnél és Z. Szalai Sándornál (a teljesség igénye nélkül) Bari Károly, az 1970-esben közlik először; Berda József; Bertók László, aki még éppen Bata Imre előtt, 1973-ban mutatkozik be; Buda Ferenc; Csukás István; Dobai Péter 1971-es debütálással; Eörsi István; Gellért Oszkár; Gergely Ágnes; Gyurkovics Tibor; Hajnal Gábor, ő csak az 1967-esben szerepel; Héra Zoltán 1969-es első közléssel; Jankovich Ferenc; Kálnoky László, aki 1969-ben került be először; Kertész László, aki egyike azoknak, akik eleve posztumusz kerültek be úgy, hogy előtte még nem szerepeltek, mintegy utólagos elismerésként; Kiss Benedek 1970-es első közléssel; Kiss Tamás; Kormos István, aki 1963 után az 1970-esben „tér vissza”; Lakatos István; Lator László, aki az utolsó Mátyás‐szerkesztette kötetben, az 1973‐asban mutatkozik be; Orbán Ottó; Parancs János egyetlen egyszer, 1970-es debütje alkalmával; Petri György; Pilinszky János, aki 1964 után az 1971-esben tér vissza és utána rendszeres szerző; Rába György; Simonyi Imre 1966-os debütálással; Szepesi Attila 1971-es első közléssel; Székely Magda; Takács Zsuzsa 1972-es bemutatkozással; Tóth Árpád lánya, Tóth Eszter 1967-ben először; Utassy József 1968‐as debütálással; Végh György egyetlen, 1973‐as szereplésével és Veress Miklós 1970-es debütjével.
A kötetek végén található életrajzi jegyzetek az 1972-es kötetig találhatók meg a könyvekben, majd teljesen eltűnnek. Sémájuk általában a születési idő és hely után vagy a legutóbbi vagy az összes megjelent verseskötet felsorolása. Két kivétel van, az 1969‐es, ahol
egészen hosszan (legalább 5‐6 sorban) fejtegetik a kivétel nélkül „költő” foglalkozásnévvel (is) ellátott szerzők életrajzát, valamint az 1970-es, ahol megjelölik azokat a folyóiratokat, ahonnan az adott költő verseit válogatták. A minden kötetben helyet kapókról
elmondható, hogy jobbára ma is ismert és elismert nevekről van szó, eltekintve kevés kivételtől. A legnagyobb szórás az alkalmanként szereplők között található. Utóbbiak nagy része ma már alig ismert. Mindenesetre vannak itt ekkor, jobbára halál okán kieső nagy öregek (pl. Berda, Kassák) és induló, később rendszeres szerzővé előlépő és ma is ismert és elismert nevek (Bari, Bertók, Buda, Csukás, Gergely Ágnes, Kálnoky, Kiss Benedek, Kormos, Lator, Orbán Ottó, Petri, Pilinszky, Rába, Utassy).
Az egyetlen, két szerkesztővel (az 1960-as évektől az 1989-ben kiadott kötetig) fémjelzett korszakról elmondható, hogy minden ízlésbeli kilengés és politikai kötelezettség, esetleg nárcizmus (önközlés) ellenére, ha jókora szórással is, de a ma is ismert és elismert szerzők jobbára megtalálhatók voltak a kötetekben, s ez az időszak alapozta meg és futtatta fel az antológia egykorú és későbbi sikerét is. Megfigyelhető ez a példányszámok meredek felfelé ívelésén és indokolható a képek beiktatásával, valamint a szerzői sokféleséggel.

## A Bata Imre‐korszak Kardos György‐keretben (1974–1985)
Bata Imre a Szép Versek történetének legtovább pozícióban lévő sorozatszerkesztője az 1975-ös darabtól kezdve az 1984-esig volt a kortárs líra szemlézője és alakítója, tíz kötet válogatója. De Mátyás Ferenc után nem ő következett rögtön. A Szép Versek 1974-ben az található, hogy Megjelent a Magvető Könyvkiadó fennállásának 20. esztendejében (1975), felelős szerkesztője Kardos György. A korábbi évekhez képest igen „karcsú” könyv. A már megszokott, rendszeresen jelen lévő és az alkalmanként bekerülő szerzők mellett az alábbi alkotók szerepelnek először: Baka István, Páskándi Géza, Solymos Ida, Székely Dezső, Tamkó Sirató Károly és Tandori Dezső. A „húzónevek” tekintetében a Magvető igazgatója biztosra ment, a Mátyáséknál minden kötetben szereplők közül csak Benjámin Lászlót és Fodor Józsefet hagyta ki, még Mátyás Ferenc is megkapta azt az elismerést, hogy alkotóként része lehetett továbbra is a Szép Verseknek, s még lett is hosszú éveken át. Kardos György szerkesztette az 1985-ös, Bata utolsó válogatása utáni és Ilia Mihály első és egyetlen közreműködése előtti kötetet is, s az összes Bata‐korszakbeli könyvnek ő a felelős szerkesztője.
Bata Imre sorozatszerkesztői működésének kihangsúlyozott debütálók (kvázi Bata „felfedezettjei”: 1975-ben, az első szerkesztés alkalmával Banos János – aki egyúttal keretbe is foglalja Bata működését hiszen az utolsó általa szerkesztett kötetben, az 1984-esben szerepel másodszor és utoljára; Bolgár György, akinek ez egyetlen szereplése is egyben; Kiss Anna; Nyilasy Balázs; Oravecz Imre; Tóth Endre és Vasadi Péter. Halála miatt posztumusz szerepel Simon István, aki eddig minden kötetben helyet kapott.
1976-ban Benkő Attila; Bényei József (egyetlen szereplése); Csuka Zoltán; Gutai Magda; Iluh István (szintén egyetlen szereplése); Sarkady Sándor és Vitó Zoltán szerepel először. Itt említhető még Petri György, akinek ez már a második, igaz, szilenciuma és ellenzékisége miatt ebben a korszakban majd csak 1988-ban tűnik fel újra, de szereplése onnantól töretlen, haláláig.
1977‐es „felfedezett” Balázsovics Mihály; Döbrentei Kornél; Kiss Irén; Kodolányi Gyula és Szöllősi Zoltán. 1977-ben meghalt Hajnal Anna, és
Kormos István, 1978-ban Nagy László, három, a hatvanas–hetvenes évek lírájában meghatározó alkotó. Utóbbinak egyébként „sikerül” az a bravúr, hogy az 1978‐as kötetben is megtalálhatóak posztumusz versei, tehát két évvel halála után is helyet kapott egy kortárs lírai antológiában.
Az 1978‐asban mutatkozik be az olvasóközönségnek Nagy Gáspár, Pintér Lajos és Szentmihályi Szabó Péter, Vihar Bélának pedig halála okán ez az utolsó szereplése. A Szép Versek 1979-ben szerepel először (és 1984-ben másodszor és utoljára) Hegedüs Géza; „debütáló” Hervay Gizella; először és utoljára válogatják be Karácsondi Imrét; s „elsőbálozó” még Osztojkán Béla és említendő még az 1963‐as, tehát az első kötet után visszatérő Tóth Éva.
Az 1980‐as évet szemléző darabban debütál és szerepel utoljára Béri Géza (posztumusz); azután először szerepel még Kárpáti Kamil; Kemenczky Judit; az „arctalan nemzedékhez” tartozó, az Élet és Irodalomban korábban Nagy László által bemutatott, sőt „elkeresztelt” Szervác József; valamint a szintén az említett körből Tóth Erzsébet.
Az 1981-esbe került be először Czigány György; gesztusértékűen, hiszen halála előtt egyszer sem szerepelt, most pedig posztumusz került beválogatásra Gábor Zoltán, Komlós Aladár, és Novotny Vilmos (egyszerre három olyan alkotó, aki halála előtt nem); valamint első megjelenése Kántor Péternek; Parti Nagy Lajosnak és Rakovszky Zsuzsának. 1981-ben meghalt Bárdosi Németh János és az eddig minden egyes darabban (így ebben utoljára) szereplő Zelk Zoltán.
Az 1982-esben debütált az olvasók számára Asperján György (még az egy évvel későbbiben is szerepel, és többet nem); Csordás Gábor; posztumusz, de először és utoljára Pinczési Judit; valamint Sumonyi Zoltán és Zalán Tibor. Tíz év után újra „visszatért” Bari Károly, meghalt Hervay Gizella és Jékely Zoltán. Utóbbi csak az előző éviből hiányzott, egyébként az indulás óta törzsszerzője volt az antológiának.
A Szép Versek 1983-ban Győri László; Kapecz Zsuzsa; Labancz Gyula és Téglásy Imre mutatkozott be, utóbbinak egyben utolsó szereplése is ez. Tíz év utáni visszatérő Buda Ferenc, és húsz év utáni pedig az ez előtt a legelső Szép Versekben szerepelt Vidor Miklós. Meghalt Illyés Gyula, aki hasonlóan Nagy Lászlóhoz, még a következő évi antológiában is posztumusz képviselteti magát. Bata idején működik a legteljesebben a (az úgynevezett) „kegyeleti közlés” gyakorlata, ami minden bizonnyal a kompenzáció érdekes formulájaként működött.
A Bata Imre által szerkesztett utolsó kötetben mutatkozik be Fábri Péter (utána többet nem kerül beválogatásra), Géczi János (író) és Rapai Ágnes.
Minden egyes kötetben (1975–1984‐ig) szerepel vagy alig maradt ki egy‐kettőből Ágh István, Baranyi Ferenc, Bella István, Bertók László, Bisztray Ádám, Csoóri Sándor, Csorba Győző, Csukás István, Döbrentei Kornél, Fodor András, Garai Gábor, Gergely Ágnes, Héra Zoltán, Illyés Gyula, Jánosy István, Jékely Zoltán, Juhász Ferenc, Kalász László és Márton, Kálnoky László, Károlyi Amy, Képes Géza, Keresztes Ágnes, Keresztury Dezső, Kiss Benedek, Kiss Dénes, Marsall László, Mátyás Ferenc, Mezei András, Oravecz Imre, Orbán Ottó, Pákolitz István, Parancs János, Páskándi Géza, Rab Zsuzsa, Rába György, Raffai Sarolta, Rákos Sándor, Rózsa Endre, Simonyi Imre, Somlyó György, Szepesi Attila, Szécsi Margit, Takács Imre, Takács Zsuzsa, Takáts Gyula, Tandori Dezső, Tornai József, Tóth Bálint, Utassy József, Vas István, Veress Miklós, Vészi Endre, Weöres Sándor és Zelk Zoltán.
Batánál jócskán bővült a kör Mátyásékhoz képest, s a generációváltást jelzi már bizonyos szerzők állandó jelenléte (Ágh, Kiss Benedek, Oravecz stb.). Ugyanakkor a „nagy öregek” jelentős része, sőt többsége is meg tudta őrizni pozícióját. Az indulás környékén, illetve azután periférikusan, alig‐alig vagy egyszer‐kétszer szereplő költők Batánál vagy teljesen kikopnak vagy rendszeres szerzővé
lépnek elő, utóbbi esetben (Ágh, Kormos, Rába, Utassy stb.). Ugyanakkor a „beállt” szerzőgárda, és a válogató személyének megszokottsága okán a kanonikus folyamatok, mozgások szempontjából a legkevésbé változatos időszak ez.
A Kardos György által szerkesztett 1985-ös kötetre, akárcsak az 1974-es esetében, a törzsszerzők „megőrződtek” Bata Imrétől. Ekkor szerepel először és a korszakban utoljára (másodszor és egyben utoljára a 2006-os kötetben olvasható műve) Szerváchoz és Tóth Erzsébethez köthető Csajka Gábor Cyprian; debütál a magvetős szerkesztő Deák László; azután Fodor Ákos; Györe Balázs; Imre Flóra; Kemsei István; Kukorelly Endre; Lukács Sándor; Mező Ferenc; valamint első és utolsó közlése ez Hajdu Ferencnek. Meghalt Kálnoky László, és utoljára szerepel benne az „ősszerkesztő” Mátyás Ferenc, aki ekkor még nem halt meg, hanem gyaníthatóan a későbbiekben nem találtatott elég jónak.
A korszak képei kivétel nélkül portrék, melyek sok esetben évekig ugyanazok több köteten át. A készítők Balla Demeter, Csigó László és Vahl Ottó, mint az antológia hivatalos fotósai, s csak 1982-től fordult elő, hogy más neve került az adott portré alá, a korszak végéig egyre sűrűbben.

## Az Ilia Mihály időszak (1986)

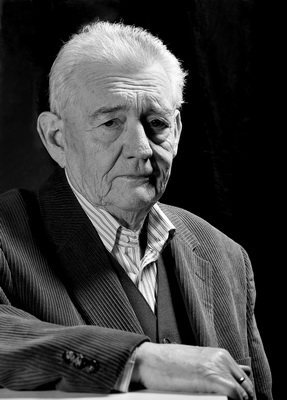
Ilia Mihály 2016-ban (Bahget Iskander felvétele)

Kardos György halála után Jovánovics Miklós lett a kiadó igazgatója, az 1986-os Szép Versek összeállítására pedig a szegedi Ilia Mihályt, a „folyóirat nélküli főszerkesztőt” kérték fel. Egy olyan embert, aki az egyik legkiterjedtebb (határokon átívelő) irodalmi kapcsolatrendszerrel rendelkezett a korban, valamint az akkori folyóirat‐struktúrának és irodalmi mozgásoknak avatott ismerője volt, maga is gyakorló szerkesztő és irodalomtudós.
A kötet a már megszokott borítóval, és a megszokott képekkel jelent meg, kilencvenkét költővel, 77 ezer példányban. Az a különbség a korábbiakhoz képest, hogy minden eddiginél a legtöbb debütálóval rendelkezik: Aczél Géza, Csiki László, Kőrössi P. József, Mészöly Miklós, Petőcz András, Petrőczi Éva, Simai Mihály, Szilágyi Ákos, Várady Szabolcs, Varga Imre és Zelei Miklós. Tizenegy első közléses költője, akik közül hárman (Csiki László, Kőrössi P. József és Varga Imre) határon kívüliek, még egy antológiának sem volt. Fekete kerettel, utoljára szerepel Benjámin László, Hajnal Gábor, Héra Zoltán és másodízben, de utoljára így Kálnoky László. Csaknem húsz év után visszatér az antológiába Horgas Béla, Kovács István és Mezey Katalin.
Ugyanakkor legtöbb debütáló mellett a korábban favorizált „nagy öregek” (Csoóri, Juhász, Vas stb.) sem oldalszám, sem pedig versszám tekintetében nem szerepeltetődnek többel másoknál, így alighanem az antológia történetének egyik legkiegyensúlyozottabb kötete ez.
A recepció ugyanakkor „nem nőtt fel” az antológiához. Összesen öt recenzió született a könyvről, s ezek közül a volt szerkesztő Bata Imréé az Élet és Irodalom hasábjain az, amely igazán figyelmet érdemlő (Hány költőnk van? címmel jelent meg), mivel ennek az írásnak a legfontosabb passzusa arra a kérdésre is reflektál, hogy milyen szerepe volt a Szép Verseknek akkoriban.

## Az Alföldy Jenő (1987–1989) és Deák László (1990) időszak
A korszak négy kötetből hármat, az 1987-est, 1988-ast és 1989-est az irodalomtörténész Alföldy Jenő (Alföldy, aki akkoriban az Élet és Irodalom szerkesztőjeként is működött), az 1990‐est Deák László (aki 1985-től szerzőként szerepelt) jegyzi.A kötetekben megfigyelhetőek a bekövetkező, a politika és az élet minden területén érzékelhető gyökeres változások.
1966 és az illyési kitérő után visszatért az előszók írásának (esetleg: íratásának) gyakorlata. Mind a négy kötetben egy‐egy „nagy öregnek”, az 1987-esben Vas István, az 1988‐asban Juhász Ferenc, az 1989-esben Csorba Győző, az 1990-esben pedig Csoóri Sándor nevéhez fűződik.

A képek elrendezése az 1990-es kötetben (Csigó László felvételei)

A Szép Versek 1987 az utolsó antológia, amely a klasszikusnak mondható, „rácsos” védőborítóval jelent meg. Debütál benne az erdélyi Kányádi Sándor, Márton László, a szintén erdélyi Szőcs Géza. 1963 után kerül újra beválogatásra Tamási Lajos. Tasnády Attila és a vajdasági Tolnai Ottó bemutatkozása is ebben a kötetben történik meg. Struktúráját tekintve is igazodik a hagyományokhoz, attól eltekintve, hogy az előző évihez hasonlóan kiegyensúlyozottságra törekszik, ami a reprezentativitást illeti. A kötet egyetlen halottja Garai Gábor, aki 1963-tól 1987-ig minden antológiában helyet kapott.
Az 1988‐as darabtól változik a kötet külcsínre is. Vastagsága a megszokott, kötése ugyanakkor puha lesz, valamiféle sajátos, különböző színekben játszó vaktérképpel a borítón, s ez a küllem marad az 1990-es kötetig, hátoldalon a szerzőlistával. A képek 1988–1989-ben még nagyalakúak, majd az 1990-esben már csak igazolványkép-méretűek, egyszerre négy darabbal egy oldalon. Ebben a korszakban a képek szerzői között a legtöbbé Csigó László és Kecskeméti Kálmán.
Az 1988‐asban mutatkozik be Bódi Tóth Elemér; visszatér hosszú kihagyás (1976) után Eörsi István; „debütál” az erdélyi Farkas Árpád; a nyugaton működő Határ Győző; a korszak egyik meghatározó költője; Kemény István; a szintén erdélyi Lászlóffy Aladár; 1976-tól való kihagyás után visszatér Petri György; valamint először szerepel Simor András; Székely János Erdélyből; Szikszai Károly; a felvidéki Tőzsér Árpád és Vári Attila.
Az 1989‐esben pedig Babics Imre; a hazatérő Faludy György; Ferencz Győző; Horváth Elemér; Kartal Zsuzsa; Keszeli Ferenc; Markó Béla; a szintén jelentős hatást kifejtő Marno János; posztumusz Márai Sándor (a legnagyobb jelentőségű közlés); Szabó Antal; Szilágyi Eszter Anna; posztumusz Sziveri János; Thinsz Géza; Tűz Tamás és Varjas Endre mutatkozik be. Ez tizenöt debütálót jelent, többet, mint Ilia Mihály köteténél. Ugyanakkor a posztumusz elismerésként funkcionáló Szép Versek‐közlés, ami Bata Imre működésének idején virágzott, az első állami cenzúrát nélkülöző kiadványban is kulcsszerepet kap. A kötet halottja még Képes Géza, aki szintén a régi „törzsgárdához” tartozott.
Az 1991-ben megjelenő kötetbe az 1990-es év „terméséből” már Deák László válogatása került. A mű formátuma és korpusza még jelentősen a korhoz köti, a nagyobb változás majd ezen antológia és az 1991-es között érzékelhető.
Debütál Balaskó Jenő; Baránszky László; Bodor Béla; Csengery Kristóf; a nyugati magyar irodalom jelentős képviselője, Gömöri György; Kenéz Ferenc; az erdélyi Kovács András Ferenc és Lászlóffy Csaba; Magyar László András; Polgár László; Villányi László és Visky András. A „rekorder” visszatérő az antológia első kiadása óta ebben a kötetben visszatérő Békési Gyula, fekete kerettel szerepel Csanádi Imre, Szécsi Margit és Thinsz Géza.
A „rendszerváltó kötetek” jelentősége az új, eddig az időszakig politikailag tiltott szerzők beemelésében, a szerkesztői merítési lehetőségek jelentős kiszélesedésében ragadható meg. Általánosan elmondható az is, hogy azon kiszorultak, akik ekkor vagy visszakerültek, vagy bekerültek, jobbára rendszeres szerzőkké is váltak a későbbiek során.

## Az 1991–1993 közötti időszak
Deák Lászlótól az 1992-ben megjelent 1991-es kötetnél a szerkesztői feladatokat Keszthelyi Rezső és Székely Sz. Magdolna látta el. A kiadás ebben az évben jelentős változáson ment át, valamint változott a kötetben megjelenő szerzőfotók helyzete is. Innentől nem a könyv elején találhatóak, hanem szerzőként azon az oldalon, ahol közléseik kezdődnek.
Ebben az éven publikál itt először András Sándor, Bakucz József, az erdélyi születésű Cselényi Béla, Darvasi László, Fabó Kinga, a szerb Fenyvesi Ottó, Garaczi László, a szintén szerb Ladik Katalin, Tábor Ádám, Tatár Sándor és Vitéz György.
A Körmendy Zsuzsanna szerkesztette 1992-es kiadás kinézetben megőrizte az előző évit, és a szerzőillusztrációk elhelyezését is. Az új publikálók pedig a következők: Böndör Pál, Háy János, Jónás Csaba, Nádasdy Ádám, Niklai Gábor, Szijj Ferenc, Szilágyi Ákos és Térey János.
A következő évi kiadáshoz Körmendyhez csatlakozott a korábban Keszthelyi mellett közreműködő Székely Sz. Magdolna és nem változott a kiadás struktúrája. Borbély Szilárd, Brasnyó István, Schein Gábor, Tompa Gábor és Vörös István azok, akik először kerültek beválogatásra ebbe a kötetbe.

## A Péczely Dóra (2009–2012) és a Szegő János (2013–) időszak

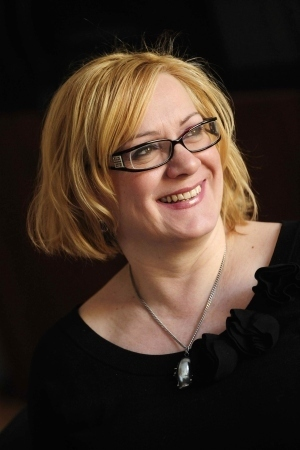
Péczely Dóra
(Móricz-Sabján Simon felvétele)

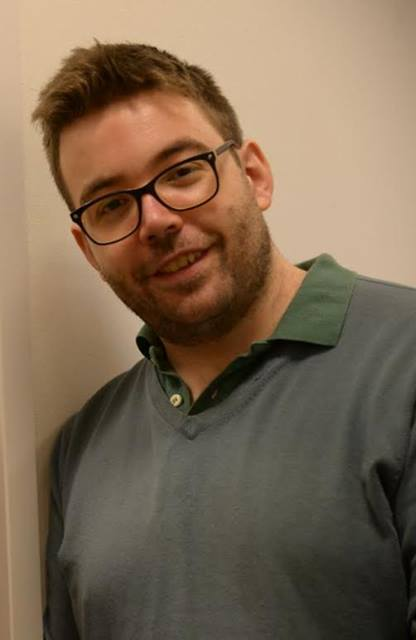
Szegő János
(Szilágyi Lenke felvétele)

2009–2012 között Péczely Dóra szerkesztette a sorozat köteteit, tőle Szegő János 2013-ban vette át a szerkesztést, aki a „kevesebb szöveg minél több szerzőtől” elv alapján dolgozik, ami – Pál Sándor Attila megállapítása szerint – nem érvényesül maradéktalanul, mivel a kiadó égisze alá tartozó költők (például Erdős Virág, Kántor Péter, Kemény István, Krusovszky Dénes, Takács Zsuzsa vagy Varga Mátyás) átlagosan 3-5 verssel szerepelnek, míg a többi szerző kilencven százaléka körülbelül 1-2 darabbal. Már ezen kötetben térnek vissza olyan szerzők, akik a Péczely-érában kiadott négy kötet esetében rendre hiányoztak: Aczél Géza, Ágh István, Balogh Ádám, Bognár Péter, Borsik Miklós, Buda Ferenc, Erdős Virág, Ferencz Győző, Garaczi László, Géher István, Gergely Ágnes, Grecsó Krisztián, Hevesi Judit, Imre Flóra, Imreh András, Keresztesi József, Markó Béla, Pál Dániel Levente, Tóth Kinga, Turi Tímea, Zalán Tibor, Zilahi Anna, Zudor János, vagyis Szegő jóvoltából ezen a téren megindult visszatérésük a kortárs irodalmi „gépezetbe”. Érdekes vonás, hogy a 2013-as antológiában szereplő Balázs Imre József, Bogdán László, Demény Péter, Fekete Vince, Karácsonyi Zsolt, László Noémi és Visky András mellett két erdélyi-partiumi szerző is megtalálható a válogatásában: Markó Béla és Zudor János. Rajtuk kívül a határon túli magyar irodalmat a felvidéki Csehy Zoltán és Németh Zoltán képviseli. Az antológia tehát továbbra sem igazán nyitott a vajdasági, a nyugati és a kárpátaljai magyar irodalom irányába (annak ellenére, hogy a 2009 és 2012 között megtalálhatóak a kötetekben Balla D. Károly, Gömöri György (1990-es debütálással) és Tolnai Ottó (1987-es debütálással) nevei és művei.
A két szerkesztő 2009–2013 közötti időszakának öt éve alatt mindössze tizenhét olyan név található, akik töretlenül szerepelnek a kötetekben: Ayhan Gökhan, Bajtai András, Borbély Szilárd (1993-as debütálással), Kántor Péter (1981-es debütálással), Kovács András Ferenc (1990-es debütálással), Krusovszky Dénes, Marno János (1989-es debütálással), Pollágh Péter (2008-as debütálással), Sopotnik Zoltán (2008-as debütálással), Szabó Marcell, Szálinger Balázs (2000-es debütálással), Szöllősi Mátyás, Takács Zsuzsa (1972-es debütálással), Tandori Dezső (1974-es debütálással), Térey János (1992-es debütálással), Tóth Krisztina (1995-ös debütálással) és Vörös István (1993-as debütálással).
A Szép Versek 2011 kiadása kapcsán kiderült, hogy Péczely – elődeitől eltérően – arra törekedett, hogy a költők versei megmutassák, hol tart alkotó a költő pályán: „A szerkesztő elődeim azt a mintát követték, hogy a lehető legtöbben szerepeljenek a kötetben, én inkább arra helyeztem a hangsúlyt, hogy a költők versei megmutassák, hol tart most az adott alkotó a pályán” Ebbe a kötetbe ötvenhat szerző alkotása került be. A legrégebben publikálók közül Juhász Ferenc, Kukorelly Endre és Tolnai Ottó kapott helyet, a legfiatalabb korosztályból pedig Acsai Roland, Kemény Lili, Krusovszky Dénes, Lázár Bence András, Nemes Z. Márió Simon Márton, Szöllősi Mátyás és Ughy Szabina is említhető.
A 2014-es kötetbe Szegő körülbelül kilencven szerzőtől válogatott (a fiatal korosztály mellett olyan visszatérők közül mint Vasadi Péter, Juhász Ferenc és Ágh István) saját elmondása szerint „Kevés téma sok hangon” elv alapján. A könyvet Borbély Szilárd emlékének ajánlották. A 2014. február 19-én elhunyt író-költő szerzőként megtalálható a kiadásban.
A 2015-ösbe kilencvenhárom szerzőtől válogatott. A régebben is publikálók közül bekerültek Vasadi Péter mellé, hosszú kihagyás után Bereményi Géza, Nádas Péter és Kukorelly Endre művei is.
A korábbiakhoz képest a 2016-os kötetet új koncepció mentén válogatta össze ebben az évben egy költőtől legfeljebb három vers kerülhetett bele a válogatásba, mindez egy demokratikusabb, több szerzőt felvonultató szövegteret eredményezett. A kötetben valamennyi korosztály alkotói szerepelnek, a fiatalokat többek közt Izsó Zita, Ayhan Gökhan, Deres Kornélia és Áfra János, a legidősebbeket Ágh István, Vasadi Péter, Fenyvesi Ottó és Bogdán László, míg a középnemzedéket Térey János, Sopotnik Zoltán, Pollágh Péter, Krusovszky Dénes, Kabai Lóránt és Kemény István képviseli. A kiadás tisztelgés a 2015 decemberében elhunyt Juhász Ferenc előtt.

## Az antológiában publikáló költők
- Aczél Géza (1986, 1999, 2002–2003)[40]
- Acsai Roland (2002–2003)[40]
- Ágh István (1963–1964, 1968–1994, 1999–2003)[40]
- Albert Zsuzsa (1973)[40][Mj. 6]
- András Sándor (1991, 2001)[40]
- Apáti Miklós (1971, 1973, 1977–1980, 1982, 1986, 1990)[40]
- Áprily Lajos (1963–1965, 1967)[40]
- Arató Károly (1971)[40]
- Asperján György (1982–1983)[40]
- Babics Imre (1989, 1991–1992)[40]
- Bajtai András (2008-2017)
- Baka István (1974, 1976, 1986, 1988, 1990–1995)[40]
- Bakucz József (1991)[40]
- Balaskó Jenő (1990)[40]
- Balázs Imre (2003)[40]
- Balázsovics Mihály (1977–1980, 1982–1985, 1991)[40]
- Balla Zsófia (1990–2001, 2003)[40]
- Banos János (1975, 1984)[40]
- Baránszky László (1990–1991, 1997–1999)[40]
- Baranyi Ferenc (1963–1990)[40][56][57]
- Bárdos László (1995)[40]
- Bárdosi Németh János (1967, 1969–1970, 1972, 1975–1978, 1980–1981)[34][58]
- Bari Károly (1970, 1972, 1982–1985, 2001–2002)[34]
- Bede Anna (1963–1965, 1967, 1969, 1971, 1975)[34][55]
- Békési Gyula 1963, 1990[34]
- Bella István (1966–1991, 1993–1994, 1996, 2001)[34]
- Beney Zsuzsa (1973, 1978–1979, 1983, 1990–1993)[34][59]
- Benjámin László (1963–1973, 1976–1977, 1982–1983, 1986)
- Benkő Attila (1977–, 1985–1990)
- Bényei József (1976)[34]
- Berda József (1963–1965)[34][60]
- Béres Attila (1971–1972, 1974)[34][61]
- Béri Géza (1980)[34]
- Berta Péter (1995)[34]
- Bertók László (1973, 1976, 1978–2003)[34]
- Bihari Sándor (1964–1965, 1967–1968, 1979, 1981, 1983, 1985–1986, 1988–1990)[34]
- Bisztray Ádám (1972, 1975–1983, 1989–1990)[34]
- Boda István (1968, 1975)[34]
- Bódás János (1963)[34]
- Bódi Tóth Elemér (1988–1990)[34]
- Bodor Béla (1990, 1995–1997)[34]
- Bodosi György (1964)[34]
- Bogdán László (2000–2003)[34]
- Bóka László (1964)[34]
- Bolgár György (1975)[34]
- Borbély Szilárd (1993–2003)[42]
- Botár Béla (1964)[42]
- Böndör Pál (1992, 2001)[42]
- Brasnyó István (1993–1994)[42]
- Brokés Ágnes (1995, 1997)[42]
- Buda Ferenc (1963–1965, 1968, 1970, 1972–1973, 1983, 1989, 1993, 2001)[42]
- Czifrik Balázs (2002)[42]
- Czigány György (1981–1984)[42]
- Cs. Nagy István (1972–1973)[42]
- Csajka Gábor Cyprian (1985)[42]
- Csanádi Imre (1963, 1965, 1967–1968, 1970, 1972–1975, 1977, 1979–1980, 1982, 1988, 1990)[42]
- Csanády János (1963–1964, 1967–1968, 1970, 1972–1975, 1977–1979, 1981–1986)[42]
- Cselényi Béla (1991, 2001)[42]
- Csengery Kristóf (1990, 1996, 2002–2003)[42]
- Cserhát József (1964, 1969)[42]
- Csiki László (1986–1994, 1999–2001, 2003)[42]
- Csoóri Sándor (1963–1965, 1967–1989, 1993–1994, 2002)[42]
- Csorba Győző (1963–1966, 1968–1974, 1976–1995)[42]
- Csordás Gábor (1982, 1984, 1986, 2003)[42]
- Csuka Zoltán (1976, 1978)[42]
- Csukás István (1963–1964, 1967, 1976–1990, 1993–1999, 2003)[42]
- Dalos György (1963)[28]
- Darázs Endre (1963, 1966, 1971)[28]
- Darvasi László (1991–1992)[28]
- Deák László (1985–1991)[28]
- Demény Ottó (1963–1964, 1967–1968, 1970, 1972–1975)[28]
- Deres Kornélia (2011–2013, 2016)[62][63][64][65]
- Devecseri Gábor (1963–1964, 1968–1971)[28]
- Dobai Péter (1971, 1975–1977, 1984–1994, 2002)[28]
- Döbrentei Kornél (1977, 1979–1981, 1983–1994)[28]
- Dudás Kálmán (1963, 1969, 1972–1973, 1977, 1979–1982)[28]
- Eörsi István (1963, 1967, 1972, 1976, 1988, 1996, 1989–1991, 1994)[28]
- Erdélyi József (1963–1965, 1967, 1969–1972, 1975–1976)[28]
- Erdős Virág (1997, 2002–2003)[28]
- Fabó Kinga (1991–1994)[28]
- Fábri Péter (1984)[28]
- Faludy György (1989–1990, 1993–1996, 2003)[28]
- Farkas Árpád (1988, 1990)[28]
- Fenyvesi Orsolya (2018)
- Fenyvesi Ottó (1991)[28]
- Ferencz Győző (1989–1997, 2000–2001)[28]
- Fodor Ákos (1985, 1991)[28]
- Fodor András (1963–1965, 1967–1990, 1992–1994, 1997)[28]
- Fodor József (1963–1965, 1967–1973)[28]
- Gábor Zoltán (1981)[43]
- Galambosi László (1971)[43]
- Garai Gábor (1963–1976, 1978–1987)[43]
- Géczi János (1984–1986, 1991, 1993)[43]
- Gellén-Miklós Gábor (2002–2003)[43]
- Gellért Oszkár (1963–1964, 1966)[43]
- Gereblyés László (1963–1964, 1966–1968)[43]
- Gerevich András (2005–2006, 2010–2011, 2013–2018, 2020/21)[27][62][64][65][66][67][68][69][70][71][72]
- Gergely Ágnes (1963, 1966–1969, 1971–1972, 1974–1976, 1978–1981, 1983–1987, 1989–1991, 1993, 1995–1997, 2002–2003)[43]
- G. István László (2008–)
- Gömöri György (1990, 1992, 1995)[43]
- Görgey Gábor (1969–1970, 1976, 1979–1981, 1988–1990)[43]
- Grecsó Krisztián (2000–2001)[43]
- Gutai Magda (1976, 1980, 1989)[43]
- Györe Balázs 1985–1986)[43]
- Györe Imre (1963–1965, 1967–1969, 1972–1973, 1978–1979, 1981–1982, 1987–1988)[43]
- Győrffy Ákos (2002–2003)[43]
- Győrffy Attila (1985, 1987)[43]
- Győri László (1983, 1986)[43]
- Gyurkovics Tibor (1963–1965, 1967, 1978, 1982–1986, 1989–1990)[43]
- Hajdu Ferenc (1985)[43]
- Hajnal Anna (1964, 1967–1977)[43]
- Hajnal Gábor (1967, 1975, 1984–1986)[43]
- Halasi Zoltán (1995–1997)[43]
- Harcos Bálint (2003)[43]
- Hárs György (1963)[43]
- Határ Győző (1988–2000)[35]
- Hatvani Dániel (1968, 1975)[35]
- Háy János (1992, 1994, 1999–2003)[35]
- Hazai Attila (1996)[35]
- Hegedűs Géza (1979, 1984[73])[35]
- Héra Zoltán (1969–1975, 1977, 1979–1980, 1982–1986)[35]
- Hervay Gizella (1979–1982)[35]
- Hidas Antal (1964, 1967–1972, 1974–1979)[35]
- Hollós Korvin Lajos (1968–1970)[35]
- Horgas Béla (1964, 1967–1968, 1986)[35]
- Horváth Elemér (1989, 1994–1997, 2001–2003)[35]
- Iluh István (1976)[35]
- Illyés Gyula (1963–1965, 1967, 1969–1984)[35]
- Imre Flóra (1985–1990, 1993–1994)[35]
- Imreh András (1996–1997, 2002–2003)[35]
- István Marián (1963–1964, 1966, 1969)[35]
- Iszlai Zoltán (1971)[35]
- Jánk Károly (1997)[35]
- Janakovich Ferenc (1963–1970)[35]
- Jánosy István (1963–1964, 1967–1980, 1982)[35]
- Jobbágy Károly (1963–1965, 1967–1969, 1971, 1976, 1978)[35]
- Jónás Csaba (1992)[35]
- Jónás Tamás (2002–2003)[29]
- Juhász Ferenc (1963–1966, 1968–1969, 1971–1993, 1996, 1999, 2001)[29]
- Kalász László (1967–1968, 1971, 1973, 1975–1979, 1982–1984, 1986[29]
- Kalász Márton (1963–1968, 1970, 1972–1991, 1995–1997)[29]
- Káldi János (1963–1964, 1967)[29]
- Kálnoky László (1969–1970, 1972, 1974–1968)[29]
- Kántor Péter (1981–1983, 1985–1991, 1993, 1995–2003)[29]
- Kányádi Sándor (1987–1990, 1992–1994, 1996, 2000–2003)[29]
- Kapecz Zsuzsa (1983, 1988)[29]
- Karácsondi Imre (1979)[29]
- Karafiáth Orsolya (2000–2003)[29]
- Károlyi Amy (1966–1991, 1996)[29][74]
- Kárpáti Kamil (1980–1985)[29]
- Kartal Zsuzsa (1989)[29]
- Kassák Lajos (1963–1967)[29]
- Kemenczky Judit (1980, 1984–1985)[29]
- Kemenes Géfin László (1996)[29]
- Kemény István (1988, 1992–1996, 1999–2003)[29]
- Kemsei István (1985, 1988–1989, 1996)[29]
- Kenéz Ferenc (1990, 2002–2003)[29]
- Pollágh Péter (2008–)
- Sopotnik Zoltán (2008–)
- Takács Zsuzsa (2008–)
- Tandori Dezső (2003–)
- Térey János (1992–2019)
- Tóth Krisztina (1995–)

## Kritikák, visszhangok
Áttekintve a sorozat csaknem harmincéves történetét 1964–1991‐ig elmondható, hogy a Szép Versek célkitűzéseit tekintve kánonalakító antológia szándékozott lenni („seregszemle”, „aki számít, benne van”, „éves termés” stb.), ám ennek maradéktalanul még fénykorában sem tudott megfelelni mivel a rendszer által is elismert alkotókkal is megesett, hogy évekig nem publikáltak az antológiákban (például Pilinszky János).
A könyvsorozatnak magának volt egy különálló kánonja, valamint az egyes sorozatszerkesztők is – bár korlátozottan – saját elgondolásaik szerint dolgoztak. Érdekes számba venni azokat, akik egyetlen kötetből sem hiányoztak a korszakban, tehát pozíciójuk abszolút megingathatatlan volt ebben a kánonban. Ők Baranyi Ferenc, Csoóri Sándor, Csorba Győző, Fodor András, Garai Gábor (haláláig), Juhász Ferenc (egyetlen hiányzás), Somlyó György, Szécsi Margit (egy hiányzás), Takáts Gyula (egy hiányzás), Tornai József (egy hiányzás), Vas István és Weöres Sándor (haláláig). Tehát a hatvanas‐hetvenes‐nyolcvanas évek kánonját nem alakította számottevően az antológia, bár az igénye megvolt rá. Presztízse mindenképpen a tárgyalt korszakban volt a legmagasabb, ennek ellenére is szembetűnő, hogy szerepe a líraalakulás terén kevéssé kezdeményező, sokkal inkább követi az aktuális tendenciákat. Nem éppen irodalmi szempont, de a siker minden bizonnyal inkább köszönhető volt az igényes portréképanyagnak, mint a szöveggyűjteménynek magának, s bár a hetvenes években népszerűsége soha nem látott méreteket öltött, sokkal inkább szólt a szakmának és a költők belterjes „céhének”, mint az olvasóközönségnek. Ugyanakkor nem állítható, hogy minden, az állam által elismert alkotó helyet kapott benne. Erre olyan fordított érvelések világíthatnak rá, mint hogy nem minden kötettel rendelkező került be, de minden ekkor kötettel rendelkezőnek megvolt az esélye rá. Illetve, aki politikailag nem volt kompromittált, az bekerülhetett a kötet szerzői közé, de aki az volt, az semmi szín alatt sem jelenhetett meg e fórumon műveivel.
A kánongép azonban masszív alkatrészekből áll, és üzemeltetője is ragaszkodik a hagyományokhoz – csak ritkán változtat a jól bevált névsoron. Ha pedig megteszi, akkor sem a radikális megújulás szellemében.
A Szegő János által szerkesztett Szép Versek 2013 tehát étlapnak kiváló, sokkalta jobb, mint az előző évek antológiái, de továbbra is sok szempontból vitatható. Úgy tűnik, a szerkesztő nincs tudatában a kiadvány életkorának és jelentőségének, pedig az ötven szép, kerek évforduló, számvetésre ösztönöz.